# Sun Axelsson
Sun Axelsson (n. 19 de agosto de 1935, em Gotemburgo - m. 14 de janeiro de 2011)  foi uma escritora, crítica literária e tradutora sueca.